# Hannah Spearritt
Hannah Spearritt (Great Yarmouth (Norfolk), 1 april 1981) is Britse zangeres en actrice. Ze is het zusje van voormalig model en modeontwerpster Tanya Spearritt. Haar oom Eddie Spearritt was een professioneel voetbalspeler in 1960.

## S Club 7
S Club 7 had een korte, maar succesvolle carrière, met hits als "Bring it all back" van hun eerste album en een Brit Award voor beste nieuwkomer. Ze bleven hits scoren met nummers als "Reach", "Natural" en "Don't stop moving" (waarvoor ze een Brit Award voor beste single kregen). Ze filmden ook vier tv-series, "Miami 7", "LA 7", "Hollywood 7" en "Viva S Club". Aan het einde van hun tijd samen filmden ze "Seeing Double". In mei 2003 maakte de groep bekend dat ze uit elkaar zouden gaan na het beëindigen van hun huidige tour. Hoewel Hannah lid was van S Club, was ze vaak model in tijdschriften en kwam ze vaak voor in de FHM top 100 meest sexy vrouwen tussen 2000 en 2004.

## Acteercarrière
In de laatste week van het bestaan van S Club, vertelde Spearritts management dat ze ziek thuis zat. In werkelijkheid was ze in Los Angeles om auditie te doen voor een rol in de film Agent Cody Banks 2: Destination London, een feit dat Hannah pas bekendmaakte bij de Engelse première van de film op 24 maart 2004 in Londen. Ze kreeg de rol, en drie dagen na het uiteengaan van S Club begon ze met filmen.
In maart 2004 deed Hannah succesvol auditie voor een kleine rol in de horrorfilm Seed of Chucky, een film die werd gezien als een poging om haar van haar nette S Club imago af te helpen. Kort na het filmen, besloot Spearritt een pauze te nemen van de showbizz om te reizen en tijd door te brengen met haar familie.
Begin november 2005 speelde Spearritt in een onsuccesvolle West End musical, Snow! The Musical, bij het London's Sound Theatre. De musical werd afgelast na drie weken, omdat er te weinig kaarten werden verkocht - een show had zelfs maar twee bezoekers.
In februari 2006 werd bekendgemaakt dat Hannah een hoofdrol in een nieuwe serie had, Primeval. Hannah speelt Abby Maitland, een reptiel liefhebber die per ongeluk in contact raakt met professor Nick Cutter (Douglas Henshall) na het ontdekken van een reptielensoort die ze nooit eerder had gezien. Dit reptiel is eigenlijk een dinosaurus, die door een gat in de tijd in het heden is terechtgekomen. De serie begon 10 februari 2007.

## Filmografie
- 2003 - Seeing Double
- 2003 - Agent Cody Banks 2: Destination Londen
- 2004 - Seed of Chucky
- 2005 - Blessed (televisieserie)
- 2006 - Primeval (Serie)

## Discografie (albums)
- 1999 - S Club
- 2000 - 7
- 2001 - Sunshine
- 2002 - Seeing Double
- 2002 - Don't Stop Movin' (enkel uitgebracht in Amerika)
- 2003 - BeSt - The Greatest Hits of S Club 7

- Bibliothèque nationale de France: cb14229100x (data)
- Gemeinsame Normdatei: 1297188934
- International Standard Name Identifier: 0000 0003 6686 7080
- Library of Congress Control Number: no2011048548
- MusicBrainz: 47909a1c-d370-4e05-9c95-7820f5b004e0
- Virtual International Authority File: 229700484
- WorldCat: E39PBJgXgGxYkhhTTRqwFkmfMP